# Шейх, Саид Мохамед
Саид Мохамед бен Шеш Аблалла Шейх (фр. Saïd Mohamed Ben Chech Abdallah Cheikh; араб. محمد بن عبد الله آل ‎; 1 июля 1904, Мицамиули, Нгазиджа — 16 марта 1970, Антананариву, Мадагаскар) — коморский политический, государственный и дипломатический деятель, президент правительственного совета Коморских Островов; первый премьер-министр Коморских островов (1 января 1962 — 16 марта 1970), медик.

## Биография
До 1926 года изучал медицину на Мадагаскаре. Вернувшись на родину, был первым врачом на Коморских островах. Работал врачом до конца Второй мировой войны в 1945 году.
В 1954 году работал дипломатическим представителем Франции на Генеральной Ассамблее ООН. Был видным политическим лидером на островах в период до обретения независимости Коморских островов.
Член партии Демократический и социалистический союз Сопротивления. В 1946—1962 годах был депутатом Национального собрания Франции.
В 1961 году Шейх был избран первым президент правительственного совета Коморских Островов (премьер-министр Коморских островов) и занимал этот пост до своей смерти от сердечного приступа в 1970 году в Антананариву на Мадагаскаре. При нём был осуществлён перенос столицы Коморских Островов из Дзаудзи, Майотта в Морони, Нгазиджа (Гранд-Коморы).
Похоронен в Морони на Коморских островах.

## Память
- Изображение С. М. Шейха помещено на  банкноте достоинством 5000 коморских франков 2006 года и почтовые  марки Комор 1973 и 1978 годов.